# شیء جادویی

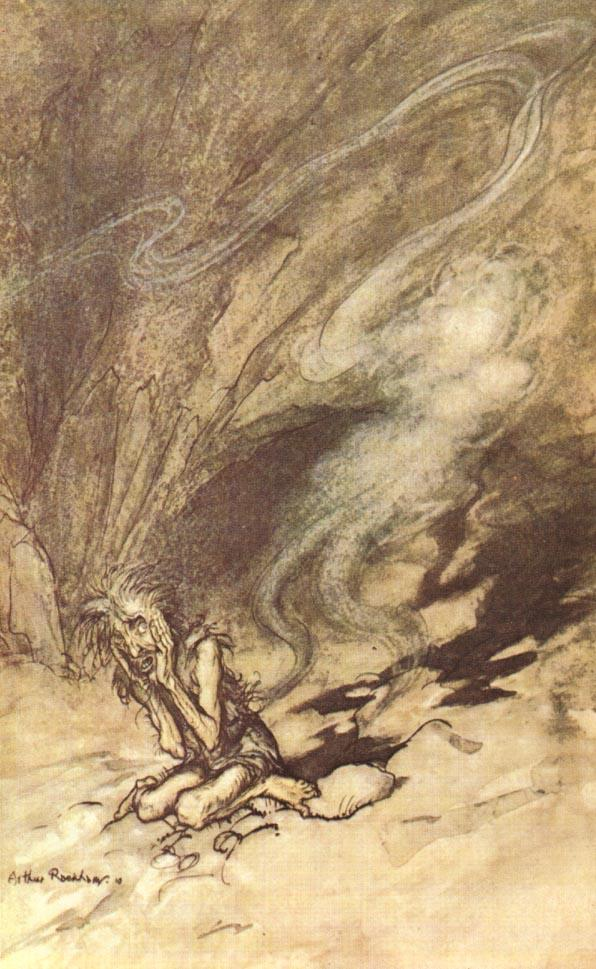
تصویر «آلبریچ کلاه‌خود جادویی (تارنهلم) را به سر می‌کند و ناپدید می‌شود» اثر آرتور راکهام در کتاب «داس راینگولد» ریچارد واگنر : یک شیء جادویی با توانایی نامرئی کردن پوشنده

شیء جادویی هر شیئی است که دارای قدرت جادویی ذاتی باشد. این اشیاء ممکن است خود به خود عمل کنند یا اینکه ابزار شخصی باشند که به دست او می‌افتند. اقلام جادویی معمولاً در فانتزی‌های مدرن فولکلور یافت می‌شوند. ظهور افسانه‌ای اشیاء جادویی به قدمت ایلیاد می‌باشد که در آن هرا از کمربند جادویی آفرودیت به عنوان یک طلسم عشق استفاده کرد.
اشیاء جادویی اغلب به‌عنوان فنون پی‌رنگ برای اعطای توانایی‌های جادویی عمل می‌کنند. این اشیاء ممکن است توانایی جادویی را به فردی که نیازمند آن است ببخشند یا قدرت یک جادوگر را افزایش دهند. به عنوان مثال، در هابیت اثر جی. آر. آر. تالکین، حلقه جادویی به بیلبو بگینز اجازه می‌دهد تا در ماجراجویی‌ها نقش بسزایی داشته باشد و از توانایی‌های یک کوتوله فراتر رود.
اشیاء جادویی اغلب به عنوان مک گافین نیز استفاده می‌شوند. شخصیت‌های یک داستان باید تعداد دلخواه آیتم‌های جادویی را جمع‌آوری کنند و وقتی مجموعه کامل را در اختیار داشتند، جادو برای حل داستان کافی است. در بازی‌های ویدیویی، این نوع اشیاء معمولاً در ماموریت‌ها جمع‌آوری می‌شوند.

## انواع اشیاء جادویی
بسیاری از آثار فولکلور و فانتزی شامل موارد بسیار مشابهی هستند که می‌توان آنها را به انواع زیر دسته‌بندی کرد:
- شمشیرهای جادویی
- سلاح‌های حساس
- حلقه‌های جادویی
- شنل‌های نامرئی
- معجون‌ها
- فرش‌های جادویی
- چکمه‌های هفت لیگ
- پمادهای پری
- چوبدستی